# Blue Ruin
Blue Ruin – amerykańsko-francuski thriller z 2013 roku w reżyserii Jeremy'ego Saulniera.
Światowa premiera filmu miała miejsce 17 maja 2013 podczas 66. MFF w Cannes, gdzie film zdobył Nagrodę FIPRESCI w sekcji Director's Fortnight. Do kwietnia 2014 film prezentowany był na festiwalach w Europie, Ameryce Północnej i Azji, a następnie trafił do dystrybucji kinowej.

## Fabuła
Bezdomny włóczęga Dwight dowiaduje się, że z więzienia zostaje zwolniony Wade Cleland, który zamordował jego rodziców. Obserwuje go jak wychodzi z więzienia i podąża za nim z zamiarem dokonania zemsty.

## Obsada
- Macon Blair − Dwight Evans
- Devin Ratray − Ben Gaffney
- Amy Hargreaves − Sam Evans
- Kevin Kolack − Teddy Cleland
- Eve Plumb − Kris Cleland